# Rok Gradišnik
Rok Gradišnik (ur. 12 stycznia 1988 w Mariborze) – słoweński wioślarz.

## Osiągnięcia
- Mistrzostwa Świata Juniorów – Brandenburg 2005 – czwórka bez sternika – 9. miejsce[1].
- Mistrzostwa Świata Juniorów – Amsterdam 2006 – czwórka podwójna – 6. miejsce[1].
- Mistrzostwa Świata U-23 – Račice 2009 – czwórka bez sternika – 6  miejsce[1].
- Mistrzostwa Europy – Brześć 2009 – czwórka bez sternika – 8. miejsce[1].